# 柩 (ミュージシャン)
柩（ヒツギ、1982年3月5日 - ）は東京都生まれの宮城県名取市育ちのロックギタリスト。ヴィジュアル系バンド「ナイトメア」の上手（かみて）ギターを務める。愛称は「ひつ」、「ひっつー」、「みったん」。

## 概要
- 中学生の頃にX JAPANのhideに憧れ祖母にSUGIZOモデルのギターを買ってもらいギターをはじめる。その後は特にバンド活動はしていない状態だったが、ある時咲人が弾いているのを見る機会がありすぐさま声をかけバンドをはじめることになる。その後一度離れてその後ナイトメアを2000年に結成。現在に至る。
- 芸名の由来はギターを始めたきっかけとなるhideの「ひ」、本名の中に入っている「つ」、ギターの「ぎ」を繋げて「ひつぎ」となった。当時は棺と異なる漢字を選び柩となったが、後に霊柩車の柩であると気がついた。
- 高校1年生の時に同じ学校の同級生とバンドを組んだが、メンバー間の方向性の違いで、わずか3カ月程度で自然消滅した。因みにそのメンバーの中にMasaki-Crandがいたという。
- 2013年6月18日にリリースされる『hide TRIBUTE II Visual SPIRITS』にて、柩 from NIGHTMARE名義でソロデビュー。
- インディーズ時代に数々のアルバイトを経験したが、中でもパン工場でのバイトは「稼働中の生地を混ぜる機械に異常がないかをずっと監視」や「菓子パンに使用するバナナの皮をひたすら剥く」など、かなり根気のいる大変な作業だったという。

## 使用機材

### 使用ギター
- ESP N-HH-460 "覇～HAOOOMARU～"

ESPのREINDEERをもとに製作された市販もされている柩シグネイチャーモデル。フロイド・ローズを搭載しているがアーミング奏法をしない為アーム・バーは外している。チューニングは半音下げ、ピックアップはセイモア・ダンカンのSH-1nとSH-PGbを搭載。
- ESP Proto-type "覇～HAOOOMARU～"

上記の覇～HAOOOMARU～のセカンド・バージョン。異なる点はブリッジがチューン・O・マチックタイプであること、色がナチュラルバーナー・フィニッシュであることである。チューニングはドロップC#(全弦半音下げでさらに6弦のみ1音下げている)。
- ESP REINDEER 1st Version

柩が17歳くらいの時に祖母に買ってもらったという1本。主に初期の頃に使っていた。ピックアップはセイモア・ダンカンのSH-1nとTB-4を搭載。
- ESP REINDEER 2nd Version

柩がESPとモニター契約した後に入手したモデルだが"想いを込めたい"と、あえてお金を出して入手した大切な1本。後にナイトメアの曲でドロップC#チューニングの曲の登場以降、ドロップC#チューニングのメインになるなどライブの前線で活躍してきた。ほかにもサブとしてシースルーブラックの同モデルがもう1本ある。
- ESP VP-SL

ドロップC#チューニングの曲の登場に伴いレインディアの後を継いでメインで使われたギター、ピックアップはSH-1nとSH-14。ノンロック式のブリッジなどセカンド・バージョンの覇～HAOOOMARU～とどこか似通わせたところがある。セカンド・バージョンの覇～HAOOOMARU～の登場後はドロップBチューニング（全弦1音半下げ+6弦のみさらに1音下げ）の「ジェネラル」で使用されていた。他にもブラックモデルがあり、こちらはドロップCチューニング（全弦1音下げ+6弦のみさらに1音下げ）の「TrickSTAR」で使われている。
- PRS CUSTOM 24

レコーディングで使用しているギター。
- Epiphone SHERATON Ⅱ

柩が10代の頃友人にもらったギター。「このは」のPVなどに出演している。

### 使用アンプ
- Diezel VH-4 (アンプ)
- Diezel Herbert (アンプ)
- Hughes & Kettner (アンプ)
- GENZ-BENZ GB412 G-FLEX (キャビネット)
- Diezel (キャビネット)
- t.c.electornic G-MAGAR (マルチエフェクター)
- Roland FC-200 (フットコントローラー)

## ディスコグラフィー

### オムニバスアルバム
- hide TRIBUTE II Visual SPIRITS（2013年6月18日）
  - 「D.O.D.」をカバー。